# Jacobsenia hallii
Jacobsenia hallii är en isörtsväxtart som beskrevs av L. Bol. Jacobsenia hallii ingår i släktet Jacobsenia och familjen isörtsväxter. Inga underarter finns listade i Catalogue of Life.